# U 736
U 736 war ein deutsches Unterseeboot des Typs VII C. Es wurde durch die Kriegsmarine während des U-Boot-Krieges in den Jahren 1943 und 1944 in der Ostsee und zur Wetterbeobachtung im Nordatlantik eingesetzt.

## Technische Daten
Die F. Schichau Werft wurde erst nach der Besetzung Polens in die Kriegsrüstung eingebunden und baute von 1941 bis 1944 insgesamt 62 VII-C-Boote der im Juni 1941 in Auftrag gegebenen Baureihe (sogenannte „Atlantikboote“), die insgesamt sechs weitere Boote umfasste. Ein VII-C-Boot hatte eine Länge von 66,5 m und verdrängte 760 t Wasser. Es machte über Wasser, angetrieben durch den 3000 PS starken Dieselantrieb, bis zu 17 Knoten Fahrt und hatte eine maximale Reichweite von 9500 Seemeilen.

### Schnorchelboot
Im Verlauf einer Werftliegezeit Anfang August 1944 wurde U 736 mit einem Schnorchel ausgestattet, der an einem umklappbaren Mast angebracht war und eine längere Unterwasserfahrt ermöglichte. Der Schnorchel gewährleistete die Frischluftzufuhr und leitete gleichzeitig die giftigen Abgase der Dieselmotoren ab. Der Schnorchel von U 736 arbeitete allerdings fehlerhaft, was schließlich zum Verlust des Bootes führte.

## Kommandant
- 16. Januar 1943 bis 6. August 1944

Reinhard Reff wurde am 7. September 1913 im pommerschen Wollin geboren und trat 1937 in die Kriegsmarine ein. In den Jahren 1941 und 1942 fuhr er als Wachoffizier auf U 453 und absolvierte im Anschluss daran den Kommandantenlehrgang bei der 24. U-Flottille. Zum Jahresbeginn 1943 erhielt Oberleutnant zur See Reff das Kommando auf U 736, das er bis zu seiner Gefangennahme nach der Versenkung des Bootes innehatte.

## Geschichte
U 736 war zunächst der 8. U-Flottille in Danzig als Ausbildungsboot unterstellt. Im Frühjahr 1944 unternahm Kommandant Reff die erste Fahrt von Kiel nach Stavanger. Anfang April wurde U 736 dann der 1. U-Flottille zugeteilt und im selben Monat noch nach Lorient verlegt, wo es Ende Mai eintraf. Auf dieser Reise operierte das Boot zwischen Irland und Neufundland und unternahm Wetterbeobachtungen.

### Kampfhandlungen
Im Mai 1944 sichtete U 736 einen Zerstörer, Kommandant Reff entschloss sich für einen Beschuss mit einem akustisch gesteuerten Torpedo. Zwei Minuten später nahm der „Horcher“ die typischen Sinkgeräusche wahr. Der Untergang des Schiffes konnte nicht beobachtet werden. Die Versenkung konnte nach dem Krieg nicht bestätigt werden.
Im Mai 1944 unternahm die U-Boot Gruppe Dragoner im Ärmelkanal Testfahrten, um sich auf den Einsatz als Frontboot vorzubereiten. U 736 kreuzte den Kurs von Dragoner auf seinem Weg in Richtung Brest, wo es sich der U-Gruppe Landwirt anschließen sollte, die zur Abwehr der Operation Neptun zusammengestellt worden war. Es wurde von den patrouillierenden Flugzeugen der Briten entdeckt und mit Wasserbomben schwer beschädigt. U 736 erreichte zwar Brest, konnte sich aber aufgrund der nun notwendigen Werftliegezeit nicht der U-Gruppe Landwirt anschließen.

### Versenkung
U 736 wurde während der Reparaturarbeiten auf der Werft von Brest mit einem modernen Schnorchel ausgestattet. Das neu eingebaute System arbeitete allerdings fehlerhaft, so dass Kommandant Reff bereits kurz nach dem Wiederauslaufen aus Brest ein Auftauchen zur Entlüftung des Bootsinneren, in dem sich giftige Dieselabgase angesammelt hatten, befehlen musste. Obwohl das Boot auf Schnorcheltiefe lag, wurde es von zwei Schiffen der britischen 2nd Escort Group (2. Geleitgruppe), Loch Killin und Starling entdeckt und mit Wasserbomben beworfen. Nach einem erfolglosen Versuch der Abwehr mittels zweier Torpedos – einer blieb im Rohr stecken und ein weiterer ging fehl – entschied sich Kommandant Reff schließlich zur Aufgabe des Bootes und befahl den Ausstieg (Lage). Der Versuch, sich gegen die einströmenden Wassermassen durch das Turmluk nach oben zu retten, gelang neben dem Kommandanten und dem Leitenden Ingenieur nur weiteren 17 Mann, die von der Starling gerettet wurden und in britische Gefangenschaft gerieten.